# Años 240 a. C.
Los años 240 antes de Cristo transcurrieron entre los años 249 a. C. y 240 a. C.

## Acontecimientos
- Fin de la primera guerra púnica (264 -241 a. C.); la derrota cartaginesa supone la pérdida de Sicilia, que pasa a estar bajo el control de Roma.

### 249 a.C.
- La Batalla de Drépano incluye a los romanos, bajo el mando de los cónsules, Publius Claudius Pulcher y Lucius Junius Pullus, atacando a la flota cartaginesa, bajo el mando de Adherbal, en el puerto de Drepanum (actual Trapani, Sicilia). Los romanos son gravemente derrotados y pierden 93 de sus 123 barcos.
- Los últimos remanentes de la dinastía Zhou, habiéndose rebelado contra el Estado de Qin, son derrotados por el primer ministro Lü Buwei.
- El general Qin Meng Ao se apodera de la región de Taiyuan del Estado de Zhao.
- El rey Kaolie de Chu se anexa el Estado Lu.

### 248 a.C.
- China
  - El general Qin Meng Ao captura las ciudades Wei de Gaodu y Ji.
  - Meng Ao luego anexa 37 pueblos y ciudades del Estado de Zhao, conquistando las ciudades de Yuci, Xincheng y Langmeng.
- India
  - El rey Ashoka de Maurya se dedica a la propagación del budismo y comienza a establecer monumentos que marcan varios lugares importantes en la vida de Buda Gautama.

### 247 a .C.
- Cartago
  - En esta etapa de la Guerra Púnica, Cartago ha perdido ante Roma todas sus posesiones sicilianas excepto Lilybaeum (ahora Marsala) y Drepanum (ahora Trapani). En el invierno de 248/7, Amílcar Barca asume el mando principal de las fuerzas cartaginesas en Sicilia en un momento en que la isla está casi por completo en manos de los romanos. Desembarcando en el noroeste de la isla con una pequeña fuerza mercenaria, toma una posición fuerte en el Monte Ercte (Monte Pellegrino, cerca de Palermo), y no solo se defiende con éxito de todos los ataques, sino que también lleva sus incursiones hasta el costa del sur de Italia.
- República romana
  - Roma firma un tratado, en igualdad de condiciones, con Hierón II, el tirano de Siracusa.
- China
  - El general Wang He del estado de Qin toma la ciudad de Shangdang del estado de Zhao y establece la comandancia de Taiyuan.
  - Después de una derrota inicial del general Wei Wuji en la Batalla de Hewai, los ejércitos de Qin, dirigidos por Meng Ao y Wang He, derrotan un intento combinado de los otros reinos de China de atravesar el paso estratégico de Hangu e invadir el corazón de Qin.
  - Ying Zheng, de 13 años, más tarde llamado Qin Shi Huang, sucede a su padre Zhuangxiang de Qin (Zichu) en el trono. El primer ministro Lü Buwei se convierte en regente del rey.